# Coronel Fabriciano
Coronel Fabriciano est une ville brésilienne de l'État du Minas Gerais. Sa population au recensement de 2010 était de 103 694 habitants, et était de 109 363 habitants en 2015 selon l'estimation de population de l'Institut brésilien de géographie et de statistiques. En 2010, 102 395 habitants étaient situés en zone urbaine, tandis que 1 299 habitants étaient situés en zone rurale. La commune s'étend sur 221 km2, dont 17 km2 sont situés en zone urbaine.
Le début du peuplement remonte au milieu du XIXe siècle, associé à l'afflux de tropeiro, qui a conduit à la formation du premier village, dans la région de l'actuelle Melo Viana. Dans les années 1920, le site a commencé à être desservi par l'EFVM et a été construit à la gare de Calado, autour du centre urbain correspondant au centre de Fabriciano. Le développement décentralisé basé sur les industries locales a culminé avec la création de la municipalité, émancipée par Antônio Dias en 1948. Elle abritait les usines Acesita et Usiminas, essentielles au développement de la ville. Cependant, avec l'émancipation de Timóteo et d'Ipatinga dans les années 1960, les entreprises ont commencé à appartenir respectivement à ces municipalités.